# Dead END/蒼穹の光
「Dead END／蒼穹の光」（デッドエンド／そうきゅうのひかり）は、飛蘭の12枚目のシングル。2012年1月25日にLantisから発売された。

## 解説
前作「Blood teller」から3ヶ月弱ぶりのリリースであり、2012年1作目、自身初の両A面となるシングル。初回限定版と通常版の2種類が発売され、前者には表題曲DVDが同梱されている（後述）。「Dead END」は、アニメ『未来日記』のオープニングテーマとして、「蒼穹の光」は『BLAZBLUE CONTINUUM SHIFT EXTEND』のオープニングテーマとして使用されている。

## 批評
CDジャーナルは「Dead END」を「ドラマティックかつ大胆な展開をみせる」と、「蒼穹の光」を「ノイジーかつエモーショナルな疾走感あふれるナンバー」と評した。

## 収録曲

### CD
1. Dead END
作詞：渡邉美佳、作曲・編曲：藤田淳平（Elements Garden）
2. 蒼穹の光
作詞：飛蘭、作曲・編曲：菊田大介（Elements Garden）
3. Dead END（off vocal）
4. 蒼穹の光（off vocal）

### DVD
1. Dead END-Music Video Clip-
2. プロダクション I.G制作・『ブレイブルー コンティニュアムシフト エクステンド』OPアニメーションムービー（「蒼穹の光」使用）